# EFL League One 2018–19
EFL League One 2018-19 là mùa giải thứ 15 của Football League One dưới tên gọi của nó và mùa giải thứ 26 dưới cơ cấu hiện tại của giải đấu. Lịch thi đấu được công bố vào ngày 21 tháng 6 năm 2018 và trận đấu mở màn diễn ra vào ngày 4 tháng 8 năm 2018. Mùa giải sẽ kết thúc vào ngày 4 tháng 5 năm 2019.
Kỳ chuyển nhượng mùa hè kết thúc 5 ngày trước khi mùa giải khởi tranh, vào ngày 9 tháng 8 năm 2018, sau khi được lựa chọn bởi tất cả 72 câu lạc bộ ở Football League. Tuy nhiên, các câu lạc bộ vẫn chuyển nhượng đến hết ngày 31 tháng 8. Video hỗ trợ trọng tài cũng sẽ lần đầu tiên được áp dụng ở vòng bán kết và chung kết play-off.

## Sự thay đổi đội bóng

### Đến League One
Thăng hạng từ League Two
- Accrington Stanley
- Luton Town
- Wycombe Wanderers
- Coventry City

Xuống hạng từ Championship
- Sunderland
- Burton Albion
- Barnsley

### Từ League One
Thăng hạng lên Championship
- Wigan Athletic
- Blackburn Rovers
- Rotherham United

Xuống hạng chơi ở League Two
- Bury
- Milton Keynes Dons
- Northampton Town
- Oldham Athletic

## Các đội bóng
| Đội                 | Địa điểm                        | Sân vận động             | Sức chứa |
| ------------------- | ------------------------------- | ------------------------ | -------- |
| Accrington Stanley  | Accrington                      | Crown Ground             | 5,057    |
| AFC Wimbledon       | Luân Đôn (Kingston upon Thames) | Kingsmeadow              | 4,850    |
| Barnsley            | Barnsley                        | Oakwell                  | 23,009   |
| Blackpool           | Blackpool                       | Bloomfield Road          | 17,338   |
| Bradford City       | Bradford                        | Valley Parade            | 25,136   |
| Bristol Rovers      | Bristol                         | Sân vận động Tưởng niệm  | 12,300   |
| Burton Albion       | Burton upon Trent               | Sân vận động Pirelli     | 6,912    |
| Charlton Athletic   | Luân Đôn (Charlton)             | The Valley               | 27,111   |
| Coventry City       | Coventry                        | Ricoh Arena              | 32,609   |
| Doncaster Rovers    | Doncaster                       | Sân vận động Keepmoat    | 15,231   |
| Fleetwood Town      | Fleetwood                       | Sân vận động Highbury    | 5,311    |
| Gillingham          | Gillingham                      | Sân vận động Priestfield | 11,582   |
| Luton Town          | Luton                           | Kenilworth Road          | 10,336   |
| Oxford United       | Oxford                          | Sân vận động Kassam      | 12,500   |
| Peterborough United | Peterborough                    | Sân vận động ABAX        | 14,084   |
| Plymouth Argyle     | Plymouth                        | Home Park                | 12,500   |
| Portsmouth          | Portsmouth                      | Fratton Park             | 21,100   |
| Rochdale            | Rochdale                        | Sân vận động Spotland    | 10,500   |
| Scunthorpe United   | Scunthorpe                      | Glanford Park            | 9,088    |
| Shrewsbury Town     | Shrewsbury                      | New Meadow               | 9,875    |
| Southend United     | Southend-on-Sea                 | Roots Hall               | 12,392   |
| Sunderland          | Sunderland                      | Sân vận động Ánh sáng    | 48.707   |
| Walsall             | Walsall                         | Sân vận động Bescot      | 11,300   |
| Wycombe Wanderers   | High Wycombe                    | Sân vận động Adams Park  | 10,137   |

## Thành viên và áo đấu
| Đội                 | Huấn luyện viên1 | Đội trưởng      | Nhà sản xuất áo đấu | Nhà tài trợ                                                                  |
| ------------------- | ---------------- | --------------- | ------------------- | ---------------------------------------------------------------------------- |
| Accrington Stanley  | John Coleman     | Séamus Conneely | Adidas              | Wham                                                                         |
| AFC Wimbledon       | Wally Downes     | Deji Oshilaja   | Puma                | Sports Interactive                                                           |
| Barnsley            | Daniel Stendel   | Adam Davies     | Puma                | C.K. Beckett                                                                 |
| Blackpool           | Terry McPhillips | Andy Taylor     | Erreà               | BetSid                                                                       |
| Bradford City       | David Hopkin     | Josh Wright     | Avec Sport          | JCT600                                                                       |
| Bristol Rovers      | Graham Coughlan  | Tom Lockyer     | Macron              | Football INDEX                                                               |
| Burton Albion       | Nigel Clough     | Jake Buxton     | TAG                 | Prestec UK Ltd                                                               |
| Charlton Athletic   | Lee Bowyer       | Chris Solly     | Hummel              | BETDAQ                                                                       |
| Coventry City       | Mark Robins      | Michael Doyle   | Nike                | Midrepro                                                                     |
| Doncaster Rovers    | Grant McCann     | James Coppinger | FBT                 | LNER                                                                         |
| Fleetwood Town      | Joey Barton      | Nathan Pond     | Hummel              | BES Utilities                                                                |
| Gillingham          | Steve Lovell     | Gabriel Zakuani | GFC Leisure         | Medway Council                                                               |
| Luton Town          | Còn trống        | Alan Sheehan    | Puma                | Indigo Residential (Home), Star Platforms (Away), Northern Gas & Power (3rd) |
| Oxford United       | Karl Robinson    | Curtis Nelson   | Puma                | Singha Beer                                                                  |
| Peterborough United | Darren Ferguson  | Alex Woodyard   | Nike                | Mick George                                                                  |
| Plymouth Argyle     | Derek Adams      | Gary Sawyer     | Puma                | Ginsters                                                                     |
| Portsmouth          | Kenny Jackett    | Brett Pitman    | Nike                | University of Portsmouth                                                     |
| Rochdale            | Keith Hill       | Callum Camps    | Erreà               | Crown Oil Ltd                                                                |
| Scunthorpe United   | Stuart McCall    | Rory McArdle    | FBT                 | British Steel                                                                |
| Shrewsbury Town     | Sam Ricketts     | Mat Sadler      | Erreà               | The Energy Check (Home), Shropshire Homes (Away & 3rd)                       |
| Southend United     | Chris Powell     | Mark Oxley      | Nike                | Prostate Cancer UK                                                           |
| Sunderland          | Jack Ross        | George Honeyman | Adidas              | BETDAQ                                                                       |
| Walsall             | Dean Keates      | Adam Chambers   | Erreà               | HomeServe                                                                    |
| Wycombe Wanderers   | Gareth Ainsworth | Adam El-Abd     | O'Neills            | Cherry Red Records (Home), Utilita (Away)                                    |

- 1 Theo thông tin hiện tại của Danh sách huấn luyện viên hiện tại của Premier League và English Football League.

## Sự thay đổi huấn luyện viên
| Đội                 | Huấn luyện viên cũ | Lý do kết thúc               | Ngày kết thúc        | Vị trí trên bảng xếp hạng | Huấn luyện viên mới | Ngày bổ nhiệm       |
| ------------------- | ------------------ | ---------------------------- | -------------------- | ------------------------- | ------------------- | ------------------- |
| Barnsley            | José Morais        | Bị sa thải                   | 6 tháng 5 năm 2018   | Trước mùa giải            | Daniel Stendel      | 6 tháng 6 năm 2018  |
| Bradford City       | Simon Grayson      | Hết hạn hợp đồng             | 8 tháng 5 năm 2018   | Trước mùa giải            | Michael Collins     | 18 tháng 6 năm 2018 |
| Fleetwood Town      | John Sheridan      | Hết hạn hợp đồng             | 2 tháng 6 năm 2018   | Trước mùa giải            | Joey Barton         | 2 tháng 6 năm 2018  |
| Sunderland          | Robbie Stockdale   | Kết thúc thời gian tạm quyền | 25 tháng 5 năm 2018  | Trước mùa giải            | Jack Ross           | 25 tháng 5 năm 2018 |
| Shrewsbury Town     | Paul Hurst         | Chuyển sang Ipswich Town     | 30 tháng 5 năm 2018  | Trước mùa giải            | John Askey          | 1 tháng 6 năm 2018  |
| Doncaster Rovers    | Darren Ferguson    | Từ chức                      | 4 tháng 6 năm 2018   | Trước mùa giải            | Grant McCann        | 27 tháng 6 năm 2018 |
| Blackpool           | Gary Bowyer        | Từ chức                      | 6 tháng 8 năm 2018   | 12                        | Terry McPhillips    | 6 tháng 8 năm 2018  |
| Scunthorpe United   | Nick Daws          | Bị sa thải                   | 24 tháng 8 năm 2018  | 18                        | Stuart McCall       | 27 tháng 8 năm 2018 |
| Bradford City       | Michael Collins    | Bị sa thải                   | 3 tháng 9 năm 2018   | 17                        | David Hopkin        | 4 tháng 9 năm 2018  |
| AFC Wimbledon       | Neal Ardley        | Hai bên đạt thoả thuận       | 12 tháng 11 năm 2018 | 23                        | Wally Downes        | 4 tháng 12 năm 2018 |
| Shrewsbury Town     | John Askey         | Bị sa thải                   | 12 tháng 11 năm 2018 | 18                        | Sam Ricketts        | 3 tháng 12 năm 2018 |
| Bristol Rovers      | Darrell Clarke     | Hai bên đạt thoả thuận       | 13 tháng 12 năm 2018 | 21                        | Graham Coughlan     | 6 tháng 1 năm 2019  |
| Luton Town          | Nathan Jones       | Kí hợp đồng với Stoke City   | 9 tháng 1 năm 2019   | 2                         |                     |                     |
| Peterborough United | Steve Evans        | Bị sa thải                   | 26 tháng 1 năm 2019  | 6                         | Darren Ferguson     | 26 tháng 1 năm 2019 |

## Bảng xếp hạng
| VT | Đội                 | ST | T  | H  | B  | BT | BB | HS  | Đ  | Thăng hạng, giành quyền tham dự hoặc xuống hạng |
| -- | ------------------- | -- | -- | -- | -- | -- | -- | --- | -- | ----------------------------------------------- |
| 1  | Luton Town          | 30 | 18 | 8  | 4  | 58 | 27 | +31 | 62 | Thăng hạng lên EFL Championship                 |
| 2  | Portsmouth          | 29 | 17 | 6  | 6  | 49 | 30 | +19 | 57 | Thăng hạng lên EFL Championship                 |
| 3  | Barnsley            | 29 | 16 | 8  | 5  | 51 | 26 | +25 | 56 | Lọt vào vòng play-off League One                |
| 4  | Charlton Athletic   | 30 | 16 | 6  | 8  | 47 | 31 | +16 | 54 | Lọt vào vòng play-off League One                |
| 5  | Sunderland          | 27 | 14 | 11 | 2  | 48 | 26 | +22 | 53 | Lọt vào vòng play-off League One                |
| 6  | Peterborough United | 30 | 13 | 10 | 7  | 49 | 40 | +9  | 49 | Lọt vào vòng play-off League One                |
| 7  | Doncaster Rovers    | 28 | 13 | 7  | 8  | 51 | 37 | +14 | 46 |                                                 |
| 8  | Blackpool           | 29 | 11 | 10 | 8  | 31 | 27 | +4  | 43 |                                                 |
| 9  | Wycombe Wanderers   | 30 | 11 | 9  | 10 | 41 | 42 | −1  | 42 |                                                 |
| 10 | Fleetwood Town      | 30 | 10 | 9  | 11 | 41 | 34 | +7  | 39 |                                                 |
| 11 | Coventry City       | 30 | 11 | 6  | 13 | 31 | 36 | −5  | 39 |                                                 |
| 12 | Southend United     | 29 | 12 | 2  | 15 | 38 | 35 | +3  | 38 |                                                 |
| 13 | Burton Albion       | 29 | 10 | 7  | 12 | 39 | 39 | 0   | 37 |                                                 |
| 14 | Scunthorpe United   | 30 | 10 | 7  | 13 | 38 | 54 | −16 | 37 |                                                 |
| 15 | Accrington Stanley  | 28 | 9  | 9  | 10 | 27 | 36 | −9  | 36 |                                                 |
| 16 | Walsall             | 29 | 9  | 8  | 12 | 33 | 45 | −12 | 35 |                                                 |
| 17 | Plymouth Argyle     | 30 | 9  | 6  | 15 | 38 | 52 | −14 | 33 |                                                 |
| 18 | Gillingham          | 29 | 9  | 5  | 15 | 39 | 48 | −9  | 32 |                                                 |
| 19 | Shrewsbury Town     | 29 | 7  | 10 | 12 | 32 | 39 | −7  | 31 |                                                 |
| 20 | Oxford United       | 29 | 7  | 10 | 12 | 37 | 46 | −9  | 31 |                                                 |
| 21 | Bradford City       | 30 | 9  | 4  | 17 | 36 | 51 | −15 | 31 | Xuống hạng chơi ở EFL League Two                |
| 22 | Rochdale            | 30 | 8  | 7  | 15 | 36 | 61 | −25 | 31 | Xuống hạng chơi ở EFL League Two                |
| 23 | Bristol Rovers      | 29 | 7  | 8  | 14 | 27 | 32 | −5  | 29 | Xuống hạng chơi ở EFL League Two                |
| 24 | AFC Wimbledon       | 29 | 6  | 5  | 18 | 22 | 45 | −23 | 23 | Xuống hạng chơi ở EFL League Two                |

1. ↑  Bốn đội cạnh tranh cho một suất lên chơi ở EFL Championship.

## Kết quả
| Nhà \ Khách         | ACC | WIM | BAR | BLP | BRA | BRR | BRT | CHA | COV | DON | FLE | GIL | LUT | OXF | PET | PLY | POR | ROC | SCU | SHR | STD | SUN | WAL | WYC |
| ------------------- | --- | --- | --- | --- | --- | --- | --- | --- | --- | --- | --- | --- | --- | --- | --- | --- | --- | --- | --- | --- | --- | --- | --- | --- |
| Accrington Stanley  | —   | 2–1 | 0–2 | 1–2 | 3–1 | 0–0 | 1–1 | 1–1 | 0–1 | 1–0 | 0–1 | 0–2 | 0–3 | 4–2 | 0–4 | 5–1 | 1–1 | 0–1 | 1–1 | 2–1 | 1–1 | 0–3 | 2–1 | 1–2 |
| AFC Wimbledon       | 1–1 | —   | 1–4 | 0–0 | 0–1 | 1–1 | 0–2 | 1–2 | 0–0 | 2–0 | 0–3 | 2–4 | 0–2 | 2–1 | 1–0 | 2–1 | 1–2 | 1–1 | 2–3 | 1–2 | 2–1 | 1–2 | 1–3 | 2–1 |
| Barnsley            | 2–0 | 0–0 | —   | 2–1 | 3–0 | 1–0 | 0–0 | 2–1 | 2–2 | 1–1 | 4–2 | 2–1 | 3–2 | 4–0 | 2–0 | 1–1 | 1–1 | 2–1 | 2–0 | 2–1 | 1–0 | 0–0 | 1–1 | 2–1 |
| Blackpool           | 1–1 | 2–0 | 0–1 | —   | 3–2 | 0–3 | 3–0 | 2–1 | 2–0 | 1–1 | 2–1 | 0–3 | 0–0 | 0–1 | 0–1 | 2–2 | 1–2 | 2–2 | 1–0 | 0–0 | 2–2 | 0–1 | 2–0 | 2–2 |
| Bradford City       | 3–0 | 0–0 | 0–2 | 1–4 | —   | 0–0 | 1–0 | 0–2 | 2–4 | 0–1 | 0–1 | 1–1 | 0–1 | 2–0 | 3–1 | 0–0 | 0–1 | 0–2 | 2–0 | 4–3 | 0–4 | 1–2 | 4–0 | 1–2 |
| Bristol Rovers      | 1–2 | 2–0 | 2–1 | 4–0 | 3–2 | —   | 0–0 | 0–0 | 3–1 | 0–4 | 2–1 | 1–2 | 1–2 | 0–0 | 2–2 | 0–0 | 1–2 | 0–1 | 1–2 | 1–1 | 0–1 | 0–2 | 0–1 | 0–1 |
| Burton Albion       | 5–2 | 3–0 | 3–1 | 3–0 | 1–1 | 1–0 | —   | 1–2 | 1–0 | 1–0 | 0–1 | 2–3 | 2–1 | 0–0 | 1–2 | 1–1 | 1–2 | 1–2 | 0–0 | 2–1 | 1–2 | 2–1 | 0–0 | 3–1 |
| Charlton Athletic   | 1–0 | 2–0 | 2–0 | 0–0 | 1–0 | 3–1 | 2–1 | —   | 1–2 | 2–0 | 0–0 | 2–0 | 3–1 | 1–1 | 0–1 | 2–1 | 2–1 | 4–0 | 4–0 | 2–1 | 1–1 | 1–1 | 2–1 | 3–2 |
| Coventry City       | 1–1 | 1–1 | 1–0 | 0–2 | 2–0 | 0–0 | 1–2 | 2–1 | —   | 2–1 | 2–1 | 1–1 | 1–2 | 0–1 | 1–1 | 1–0 | 0–1 | 0–1 | 1–2 | 1–1 | 1–0 | 1–1 | 3–0 | 1–0 |
| Doncaster Rovers    | 1–2 | 2–1 | 0–0 | 2–0 | 2–1 | 4–1 | 2–2 | 1–1 | 2–0 | —   | 0–4 | 3–3 | 2–1 | 2–2 | 3–1 | 2–0 | 0–0 | 5–0 | 3–0 | 0–0 | 3–0 | 0–1 | 3–1 | 3–0 |
| Fleetwood Town      | 1–1 | 0–1 | 1–3 | 3–2 | 2–1 | 0–0 | 1–0 | 1–0 | 3–0 | 3–0 | —   | 1–1 | 1–2 | 2–2 | 1–1 | 2–0 | 2–5 | 2–2 | 0–1 | 2–1 | 2–2 | 2–1 | 0–0 | 1–1 |
| Gillingham          | 0–0 | 0–1 | 1–4 | 0–1 | 4–0 | 0–1 | 3–1 | 0–2 | 1–1 | 1–3 | 3–0 | —   | 1–3 | 1–0 | 2–4 | 3–1 | 2–0 | 1–1 | 1–0 | 0–2 | 0–2 | 1–4 | 0–3 | 2–2 |
| Luton Town          | 4–1 | 2–2 | 0–0 | 2–2 | 4–0 | 1–0 | 2–0 | 2–2 | 1–1 | 4–0 | 2–0 | 2–2 | —   | 3–1 | 4–0 | 5–1 | 3–2 | 2–0 | 3–2 | 3–2 | 2–0 | 1–1 | 2–0 | 3–0 |
| Oxford United       | 2–3 | 0–0 | 2–2 | 2–0 | 1–0 | 0–2 | 3–1 | 2–2 | 1–2 | 2–1 | 0–2 | 1–0 | 1–2 | —   | 0–1 | 2–0 | 2–1 | 4–2 | 2–1 | 3–0 | 0–1 | 1–1 | 1–2 | 2–1 |
| Peterborough United | 0–1 | 1–0 | 0–4 | 2–2 | 1–1 | 2–1 | 3–1 | 0–0 | 1–2 | 1–1 | 1–0 | 2–0 | 3–1 | 2–2 | —   | 0–1 | 1–2 | 2–1 | 0–2 | 1–2 | 2–0 | 1–1 | 1–1 | 4–2 |
| Plymouth Argyle     | 0–3 | 1–0 | 0–3 | 0–1 | 3–3 | 2–2 | 2–3 | 0–2 | 2–1 | 2–3 | 2–1 | 3–1 | 0–0 | 3–0 | 1–5 | —   | 1–1 | 5–1 | 3–2 | 2–1 | 1–1 | 0–2 | 2–1 | 1–1 |
| Portsmouth          | 1–1 | 2–1 | 0–0 | 0–1 | 5–1 | 1–1 | 2–2 | 1–2 | 2–1 | 1–1 | 1–0 | 0–2 | 1–0 | 4–1 | 2–3 | 3–0 | —   | 4–1 | 2–0 | 1–1 | 2–0 | 3–1 | 2–0 | 2–2 |
| Rochdale            | 1–0 | 3–4 | 0–4 | 2–1 | 0–4 | 0–0 | 0–4 | 1–0 | 0–1 | 2–3 | 1–1 | 3–0 | 0–0 | 0–0 | 1–4 | 1–2 | 1–3 | —   | 3–1 | 2–1 | 1–0 | 1–2 | 1–2 | 1–0 |
| Scunthorpe United   | 2–0 | 1–2 | 2–2 | 0–0 | 2–3 | 2–1 | 0–3 | 5–3 | 2–1 | 1–1 | 0–5 | 0–2 | 0–2 | 3–3 | 0–2 | 1–4 | 1–2 | 3–3 | —   | 1–0 | 4–1 | 1–1 | 1–1 | 1–0 |
| Shrewsbury Town     | 1–0 | 0–0 | 3–1 | 0–0 | 0–1 | 1–1 | 1–1 | 0–3 | 1–0 | 2–0 | 0–0 | 2–2 | 0–3 | 2–3 | 2–2 | 2–0 | 0–2 | 3–2 | 1–1 | —   | 2–0 | 0–2 | 0–0 | 2–1 |
| Southend United     | 3–0 | 0–1 | 0–3 | 1–2 | 2–0 | 1–2 | 3–2 | 1–2 | 1–2 | 2–3 | 1–0 | 2–0 | 0–1 | 0–0 | 2–3 | 2–3 | 3–3 | 1–2 | 2–0 | 0–2 | —   | 2–1 | 3–0 | 0–2 |
| Sunderland          | 2–2 | 1–0 | 4–2 | 1–1 | 1–0 | 2–1 | 1–1 | 2–1 | 4–5 | 2–0 | 1–1 | 4–2 | 1–1 | 1–1 | 2–2 | 2–0 | 1–1 | 4–1 | 3–0 | 1–1 | 3–0 | —   | 2–1 | 1–1 |
| Walsall             | 0–1 | 0–1 | 0–1 | 0–0 | 3–2 | 1–3 | 1–3 | 0–2 | 2–1 | 1–4 | 2–0 | 2–1 | 2–2 | 1–3 | 3–0 | 2–1 | 2–3 | 1–2 | 1–2 | 0–0 | 1–1 | 2–2 | —   | 3–2 |
| Wycombe Wanderers   | 1–3 | 1–2 | 1–0 | 0–0 | 0–0 | 1–2 | 2–1 | 0–1 | 0–2 | 3–2 | 1–0 | 0–1 | 1–1 | 0–0 | 1–0 | 1–0 | 2–3 | 3–0 | 3–2 | 3–2 | 2–3 | 1–1 | 1–0 | —   |

## Các cầu thủ ghi bàn hàng đầu
Tính đến ngày 19 tháng 1 năm 2019
| XH | Cầu thủ        | Câu lạc bộ          | Số bàn thắng |
| -- | -------------- | ------------------- | ------------ |
| 1  | John Marquis   | Doncaster Rovers    | 16           |
| 2  | Josh Maja      | Sunderland          | 15           |
| 3  | James Collins  | Luton Town          | 14           |
| 3  | Tom Eaves      | Gillingham          | 14           |
| 3  | Karlan Grant   | Charlton Athletic   | 14           |
| 3  | Ian Henderson  | Rochdale            | 14           |
| 7  | Kieffer Moore  | Barnsley            | 13           |
| 8  | Freddie Ladapo | Plymouth Argyle     | 12           |
| 8  | Paddy Madden   | Fleetwood Town      | 12           |
| 8  | Lyle Taylor    | Charlton Athletic   | 12           |
| 11 | Matt Godden    | Peterborough United | 10           |
| 11 | James Henry    | Oxford United       | 10           |
| 11 | Jamal Lowe     | Portsmouth          | 10           |
| 11 | Elliot Lee     | Luton Town          | 10           |
| 11 | Lee Novak      | Scunthorpe United   | 10           |
| 11 | Ivan Toney     | Peterborough United | 10           |